# Rouille blanche
 (juin 2021).
La rouille blanche est le nom donné aux dépôts blancs ou gris pouvant apparaitre sur le zinc.
Le zinc peut réagir avec les éléments ambiants : humidité, oxygène, dioxyde de carbone, etc., pour former une patine. Cette patine se traduit par une diminution progressive de l'éclat métallique de la surface. La couche formée, insoluble, adhérente et protectrice, a comme constituant principal du carbonate basique de zinc.
Cependant, en présence d'eau stagnante, la constitution de cette couche est contrariée et il y a formation rapide de taches blanchâtres constituées notamment d'hydroxyde et d'oxyde de zinc, produits pulvérulents généralement peu adhérents et non protecteurs.
Le phénomène est le plus souvent constaté lorsque de l'eau provenant de pluie ou de condensation d'humidité a été retenue, emprisonnée entre des pièces ou des tôles empilées ou colisées en vue de leur stockage ou de leur transport ou dans des détails constructifs inappropriés en couverture en zinc.
Ces taches de stockage humide présentent surtout l'inconvénient d'une mauvaise présentation par leur aspect.
La norme française NF EN ISO 1461 traitant de la galvanisation par immersion dans le zinc fondu (galvanisation à chaud) stipule que la présence de taches de stockage humide ne provoque généralement pas de diminution de résistance à la corrosion et, de ce fait, ne doit pas être considérée comme une cause de rejet des produits, tant que l'épaisseur du revêtement reste conforme à la valeur minimale demandée.
Les taches apparues sur des produits s'élimineront dans le temps sous l'effet des intempéries quand ces produits seront mis en service à l'extérieur. Le film protecteur de carbonate basique de zinc pourra alors se constituer progressivement.
Par contre, il faut absolument éliminer les taches des produits atteints de "rouille blanche" pour assurer une bonne adhérence de la peinture.